# Svanaträsket, Ångermanland
Svanaträsket är en sjö i Bjurholms kommun i Ångermanland och ingår i Lögdeälvens huvudavrinningsområde. Sjön har en area på 0,567 kvadratkilometer och ligger 293 meter över havet. Svanaträsket ligger i Lögdeälven Natura 2000-område.

## Delavrinningsområde
Svanaträsket ingår i det delavrinningsområde (710166-163932) som SMHI kallar för Utloppet av Svanaträsket. Medelhöjden är 311 meter över havet och ytan är 2,37 kvadratkilometer. Räknas de 3 avrinningsområdena uppströms in blir den ackumulerade arean 11,94 kvadratkilometer. Vattendraget som avvattnar avrinningsområdet har biflödesordning 3, vilket innebär att vattnet flödar genom totalt 3 vattendrag innan det når havet efter 97 kilometer. Avrinningsområdet består mestadels av skog (69 procent). Avrinningsområdet har 0,57 kvadratkilometer vattenytor vilket ger det en sjöprocent på 24 procent.